# A-Studio
A-Studio (anteriormente conocido como Alma-Ata Studio) (en ruso: А-Студио) es un grupo kazajo de música pop integrado por Baigali Serkebaev, Vladimir Mikloshich, Baglan Sadvakasov y Batyrkhan Shukenov. El grupo fue fundado en 1982 en Alma-Atá con el nombre de "Alma-Ata Studio".
En 1989, el sencillo Yuliya atrajo la atención de los cantantes rusos Philipp Kirkorov y Alla Pugacheva. Esta última les invitó en 1990 a su gala navideña siendo presentados como la mejor banda del país. La canción al igual que el grupo fueron ganando popularidad a lo largo de la Unión Soviética.
En el año 2000, Shukenov abandonó el grupo para emprender su carrera en solitario, siendo sustituido por Polina Griffith, con quien publicaron varios sencillos entre los que se encuentra S.O.S, la cual alcanzó el puesto 64 de las listas del Reino Unido ganando popularidad en Europa y en Estados Unidos.
En 2004, la georgiana Keti Topuria sustituye a Griffith al frente de la banda. Con ella, publicaron temas aclamados como Uletayu, Ty, Noch-podruga, El primer sencillo fue un éxito por todo el país, sin embargo estuvo empañado por el fallecimiento en 2006 de Baglan Sadvakasov en accidente de tráfico. Su hijo Tamerlan le remplazó hasta que decidió abandonar el grupo para seguir con su educación, finalmente Fedor "Federico" Dossumov le remplazó como guitarrista.
Durante los años 90, A-Studio trabajó junto con Greg Walsh.

## Discografía
- Put bez ostanovok (1988)
- Dzhuliya (1990)
- A-Studio (1993)
- Soldat lyubvi (1994)
- A-Studio Live (1995)
- Neliubimaya (1996)
- The Best (1997)
- Greshnaya strast (1998)
- Takie dela (2001)
- Uletayu (2005)
- 905 (2007)
- Total (2008)
- Volny (2010)
- Kontsert v Kremle 25 let (2015)